# Snö (musikalbum)
Snö är ett musikalbum utgivet 2005 av den svenska artisten Eva Dahlgren.
Två singlar utgavs från albumet, "Det som bär mig nu" och "När jag längtar".

## Låtlista
Musik och text: Eva Dahlgren
1. Så härlig är jorden
2. Väntar mig brunt
3. När jag längtar
4. Människors kärlek
5. Här vill jag vara
6. Mitt huvud sa
7. Bob Hund
8. Som ett äventyr
9. Det som bär mig nu
10. Det allra största ljuset
11. Snö

## Musiker
- Lars Halapi – gitarrer
- Peter Korhonen – trummor, slagverk
- Thomas Axelsson – bas
- Martin Höper - kontrabas

## Listplaceringar
| Lista (2005) | Position |
| ------------ | -------- |
| Finland      | 3        |
| Sverige      | 2        |